# Louis Laloy

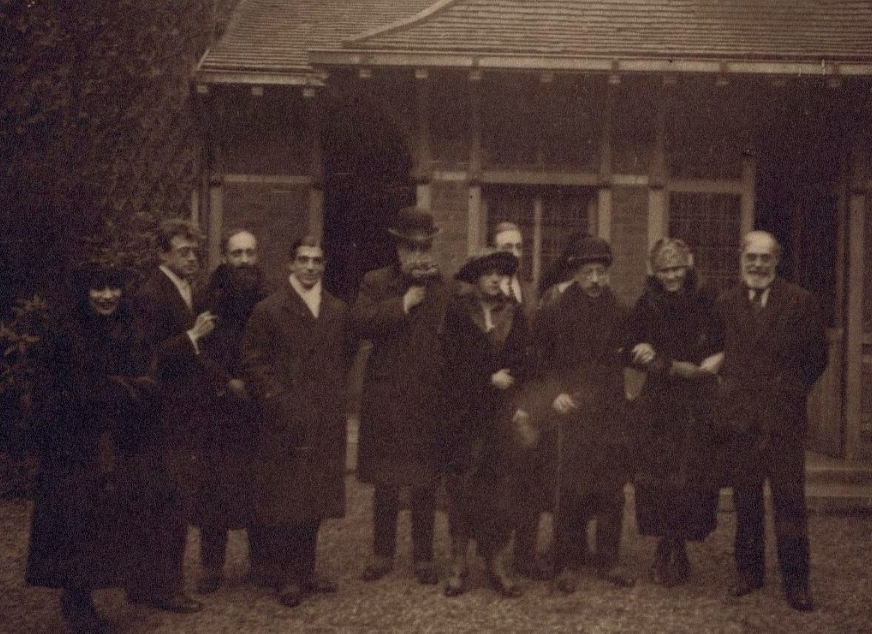
Fru Laloy, Louis Laloy, Ansermet, Massine, Diaghilev, Karsavina, Stravinsky, Misia Sert och Jacques Rouché.

Louis Laloy, född den 18 februari 1874 i Gray, Haute-Saône, död den 4 mars 1944 i Dole, Jura, var en fransk musikskriftställare.
Laloy, som blev filosofie doktor i Paris 1904, var Vincent d'Indys elev i musik. Han gjorde sig bemärkt som musikkritiker och med arbetena Aristoxène de Tarente et la musique de l'antiquité (1904), Rameau (1907), Claude Debussy (1909), La musique chinoise (samma år) med mera.